# Râul Lunca Ciocoiului
Râul Lunca Ciocoiului este un curs de apă, afluent de stânga al râului Bobu, are este un afluent al Oltețului.

## Generalități
Râul Lunca Ciocoiului nu are afluenți semnificativi.